# Смёново
Смёново — деревня в Окуловском муниципальном районе Новгородской области, относится к Угловскому городскому поселению.

## География
Деревня Смёново расположена в северной части Валдайской возвышенности, на левом берегу реки Шегринка, в 1 км к югу от моста на трассе Крестцы—Окуловка—Боровичи, в 2 км к юго-западу от границы с Боровичским районом, в 8 км к северо-востоку от деревни Озерки, в 14 км к востоку от города Окуловка.
Напротив Смёново на правом берегу реки Шегринки находится деревня Лунино.

## История
В XV—XVII вв. деревня Семенково находилась в Шегринском погосте Деревской пятины Новгородской земли.
В середине XV века деревня Семенково принадлежала сыну бывшего посадника Великого Новгорода Захару Григорьевичу Авинову. После его убийства в 1477 перешла в собственность Ивана III. В 1495 принадлежала Гордею Семёновичу Сарыхозину.
В середине XVI века деревней владел помещик Василий Иванович Шадрин.
В 1773—1927 деревня Cемёново находилась в Боровичском уезде Новгородской губернии. С начала XIX века до 1924 относилась к Шегринской волости Боровичского уезда.
Отмечена на карте 1826—1840.
В 1911 в деревне Смёново было 23 двора с 34 домами и населением 149 человек.
Деревня Смёново входила в состав Озерковского сельского поселения.
В 2010 деревня Смёново вошла в состав Угловского городского поселения.

## Население
В 2002 — 5.
| 2006 | 2010 | 2011 |
| ---- | ---- | ---- |
| 4    | →4   | ↗12  |

## Транспорт
Ближайшая ж/д станция «Окуловка» — в 16 км от деревни Смёново.